# Dicranomyia flavocincta
Dicranomyia flavocincta är en tvåvingeart som först beskrevs av Enrico Adelelmo Brunetti 1918.  Dicranomyia flavocincta ingår i släktet Dicranomyia och familjen småharkrankar. Inga underarter finns listade i Catalogue of Life.